# Antonio Yta
Antonio Yta (Madrid, 1770-lugar y fecha de fallecimiento desconocidos), conocido originalmente como María Leocadia Yta, fue una persona española que adquirió notoriedad primero como monja y después como esposo de Martina Vilvado y Balberde, quien lo denunció en la ciudad de La Plata (actualmente Sucre) en octubre de 1803 al ser sorprendido menstruando y realizando actividades correspondientes al sexo femenino. El caso ha sido considerado como una situación de hermafroditismo según algunos investigadores, o clasificada bajo diferentes identidades de género u orientaciones sexuales.

## Primeros años
María Leocadia Yta nació en Madrid en 1770, siendo sus padres Joséf Yta y Felipa Ybáñez, oriundos de Colmenar de Oreja y que formaban parte de la corte real. A los nueve años fue puesta bajo el cuidado de María Petronilla Pimentel de Alcántara de Toledo y Cernesio, duquesa viuda de Medinaceli, residiendo en su palacio hasta aproximadamente los 17 años (alrededor de 1788).
El 27 de julio de 1783 ingresó al Convento de la Encarnación del Divino Verbo, perteneciente a las Agustinas Recoletas, en la Villa de Colmenar de Oreja, siendo expulsada de dicho recinto el 22 de septiembre del mismo año; posteriormente, alrededor de 1789 o 1790, estuvo durante once meses en el convento franciscano de Santa Juana de la Cruz, en Cubas de la Sagra, y el 28 de octubre de 1790 es ingresada en el Convento de la Misericordia de la Orden de Santa Clara en Huete, de donde sale el 24 de febrero de 1791 al ser retirada por sus padres. Luego de vivir unos meses con su hermana Leocadia en Madrid, el 21 de noviembre de 1791 María fue ingresada al Monasterio de San Vicente el Real, de las Bernardas de Segovia, de donde fue expulsada el 27 de enero de 1792 por haber vestido el hábito en otros conventos y su mala reputación.

## Viajes
En abril de 1792 deja Madrid para embarcarse en un viaje hasta Roma, lugar al que arriba en julio del mismo año. En dicho lugar buscaba contactarse con la penitenciaría apostólica del Vaticano para que la autorizaran a vestir ropas de hombre y adoptar una identidad masculina; luego de ello adoptó el nombre de «Antonio» y se dirigió al puerto de Málaga para embarcarse en dirección a América, arribando primero a Montevideo y dirigiéndose después a Buenos Aires. Al llegar a dicha ciudad, se contactó con el obispo Manuel Azamor y Ramírez, quien le dio albergue en su casa hasta su fallecimiento en 1796.
Tras el fallecimiento del obispo de Buenos Aires, Antonio Yta decidió buscar fortuna en la zona de Potosí, actualmente parte de Bolivia, arribando a dicha ciudad en 1797, en donde se presenta ante el gobernador intendente Francisco de Paula Sanz y este lo alberga en su casa durante dos años. En el intertanto, Antonio conoce a Martina Vilvado y Balberde, con quien establece una relación sentimental.

## Matrimonio y denuncia
El 30 de marzo de 1799 Antonio Yta y Martina Vilvado y Balberde se casaron en Potosí, ciudad en la que vivieron durante dos años. En 1801 Yta fue nombrado administrador de La Magdalena, un pueblo de indios en la provincia de Moxos. Al año siguiente se trasladan a Cochabamba tras ser expulsados de La Magdalena por los indígenas del lugar comandados por el cacique Maraza.
El 4 de octubre de 1803 Martina Vilvado y Balverde llega a la ciudad de La Plata para solicitar la nulidad matrimonial, y tres días después presenta una denuncia civil ante las autoridades, señalando que había visto a Antonio menstruando y orinando como lo realizan las mujeres, además de acusarlo de no haber consumado el matrimonio mediante relaciones sexuales. El mismo 7 de octubre Antonio Yta fue arrestado, examinado físicamente y a la vez confesó los hechos que se le imputaban, relatando también su historia de vida desde sus primeros años en España.
El 17 de octubre el persecutor eclesiástico, Bernardino Méndez de la Parra, solicitó a la Audiencia de Charcas que se determinara si Yta era hermafrodita, lo cual fue denegado por la institución al día siguiente. El caso continuó siendo investigado durante 1804, con Antonio Yta encarcelado en La Plata —periodo en el cual sufrió problemas de salud, incluyendo edema— hasta que el 21 de septiembre del mismo año se escapó, perdiéndose su rastro desde aquel entonces.